# Vosseleriana korsakovi
Vosseleriana korsakovi är en insektsart som först beskrevs av Lucien Chopard 1943.  Vosseleriana korsakovi ingår i släktet Vosseleriana och familjen gräshoppor. Inga underarter finns listade i Catalogue of Life.